# Palpostilpnus palpator
Palpostilpnus palpator là một loài tò vò trong họ Ichneumonidae.